# 1891 w sztukach plastycznych
Wydarzenia w sztukach plastycznych i wizualnych w 1891 roku.

## Malarstwo

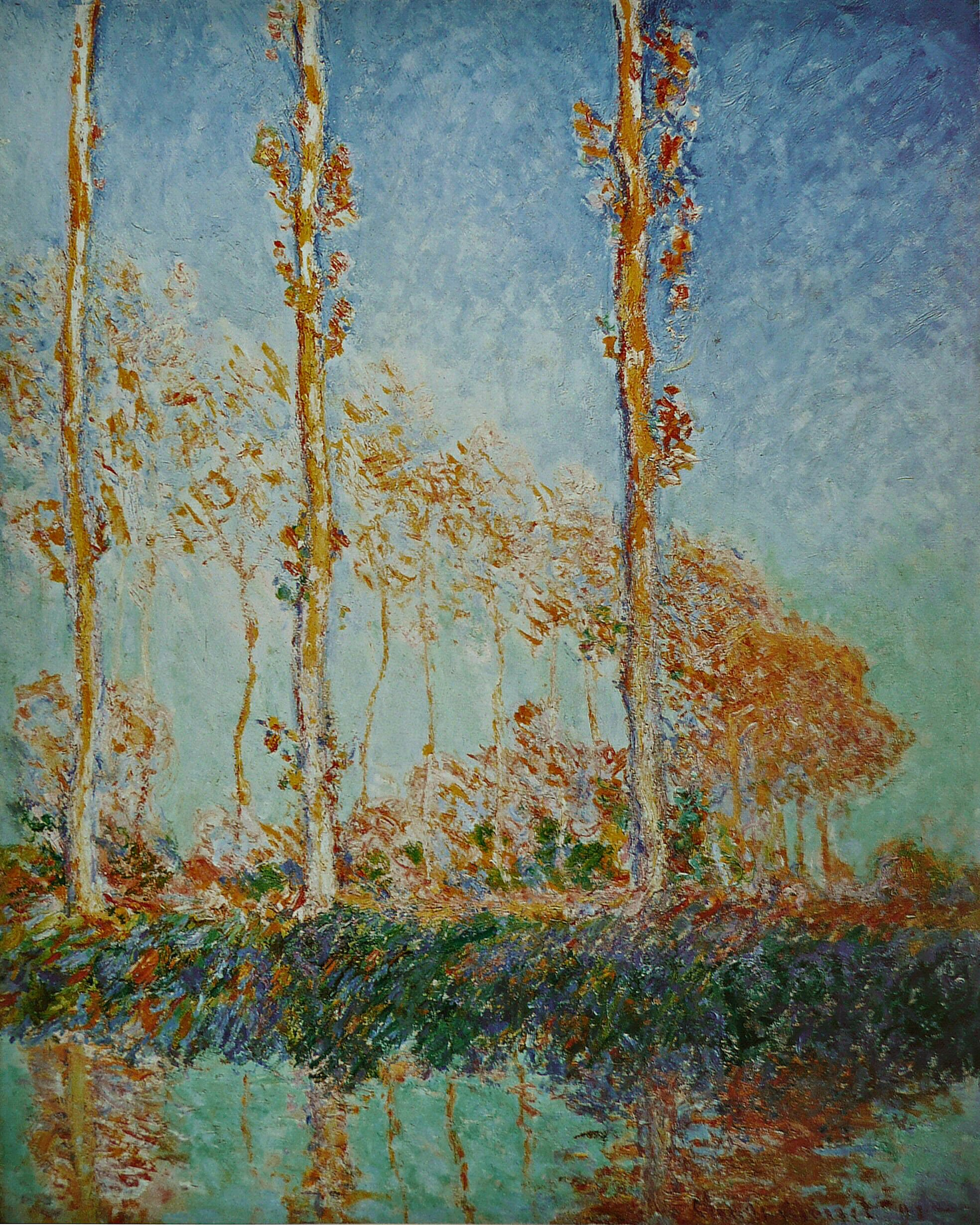
Claude Monet, Topole. Jesień, Philadelphia Museum of Art

- Józef Chełmoński

Bąk – olej na płótnie, 129x192 cm
Kuropatwy – olej na płótnie, 123x199 cm
- James Ensor

Dwa szkielety walczące nad martwym ciałem człowieka
- Julian Fałat

Głowa rybaka – akwarela na papierze, 17,8x11,5 cm
Krajobraz zimowy – akwarela na papierze, 71x100 cm
Polowanie w Nieświeżu – olej na płótnie, 83x116 cm
- Aleksander Gierymski

Opera Paryska w nocy – olej na płótnie, 161 × 129,4 cm
- Paul Gauguin

Martwa natura ze słonecznikami
Mężczyzna z siekierą
Pejzaż tahitański
- Jan Matejko

Konstytucja 3 Maja 1791 roku
- Claude Monet

Trzy drzewa z cyklu: Topole
- Gustave Moreau

Hezjod i Muza – olej na desce, 0,59x0,345 m
- Georges Seurat

Cyrk
- Leon Wyczółkowski

Rybacy / Rybacy brodzący – olej na płótnie, 131x146 cm
Rybak – olej na płótnie, 36x30 cm
Wesołe pacholęta – olej na płótnie, 68x50 cm

## Urodzeni
- Marcin Kitz (zm. 1943), polski malarz
- Karol Hiller (zm. 1939), polski malarz, grafik, fotograf
- 25 lutego – Jan Henryk Rosen (zm. 1982), polski malarz
- 2 kwietnia – Max Ernst (zm. 1976), niemiecki malarz, rzeźbiarz, grafik i pisarz
- 14 czerwca – Henryk Sokołowski (zm. 1927), polski malarz
- 22 sierpnia – Jakub Lipszyc (zm. 1973), litewski rzeźbiarz
- 2 grudnia  – Otto Dix (zm. 1969), niemiecki malarz
- 5 grudnia – Aleksandr Rodczenko (zm. 1956), rosyjski malarz, rzeźbiarz, projektant plakatów i mebli, ilustrator

## Zmarli
- 21 stycznia – Jean-Louis-Ernest Meissonier (ur. 1815), francuski malarz
- 8 lutego - Jean-Achille Benouville (ur. 1815), francuski malarz
- 29 marca – Georges Seurat (ur. 1859), francuski malarz
- 14 kwietnia - Carlos Luis de Ribera y Fieve (ur. 1815), hiszpański malarz
- 19 sierpnia - Theodor Aman (ur. 1831), rumuński malarz ormiańskiego pochodzenia
- Francisco Cabral y Aguado Bejarano (ur. 1827), hiszpański malarz
- Edwin Long (ur. 1829), brytyjski malarz